# ZOOM Erlebniswelt
ZOOM Erlebniswelt is de dierentuin van de Duitse stad Gelsenkirchen in de deelstaat Noordrijn-Westfalen. Deze dierentuin ontwikkelde zich aan het begin van de eenentwintigste eeuw uit de Ruhr Zoo. ZOOM Erlebniswelt heeft een oppervlakte van ongeveer 31 hectare, waarop circa vijfhonderd dieren van rond de honderd soorten leven. ZOOM Erlebniswelt is lid van de Europese dierentuinorganisatie EAZA en de wereldorganisatie van dierentuinen WAZA. Het park werkt ook mee aan de EEP-fokprogramma's en het coördineert de stamboeken voor de grote koedoe en de lampongaap en de witkopeend.

## Geschiedenis
De oude Ruhr Zoo werd geopend in 1949. In de jaren negentig bleek de dierentuin sterk verouderd en het dierentuinbestuur besloot tot grootschalige veranderingen waarbij de oude Ruhr Zoo plaats moest maken voor een compleet nieuwe dierentuin waarin de dieren veel meer en een natuurlijkere ruimte zouden krijgen. De nieuwe dierentuin kreeg de naam "ZOOM Erlebniswelt" en zou moeten bestaan uit drie themagebieden, "Alaska", "Afrika" en "Azië". Terwijl de Ruhr Zoo geopend bleef, werd op het omliggende terrein gebouwd aan de nieuwe dierentuin. De aanleg van een nieuw leeuwenverblijf was in 2000 het eerste nieuwbouwproject. Dieren als Syrische beren, Aziatische olifanten, nijlgaus, manenwolfen en laaglandtapirs verhuisden naar andere dierentuinen en zij maakten plaats voor bewoners van de drie themagebieden. Alaska was in 2004 het eerste themagebied dat gereed was en het werd samen met het leeuwenverblijf en een Afrikaanse boerderij geopend als de nieuwe dierentuin. De rest van het themagebied Afrika volgde in de zomer van 2006. Het Azië-themagebied werd in maart 2010 geopend.

## Themagebieden
Het plein bij de hoofdingang, waar rondom het restaurant en de speeltuin liggen, vormt het startpunt van de rondwegen door de vier themagebieden: Alaska, Afrika, Azië en het Grimberger Hof.

### Alaska
Het Alaska-themagebied is op het Afrikagebied na het grootste gebied van de dierentuin en het gebied is ingedeeld in vier delen: het "Küstenregenwald" (Kustregenwoud van Noord-Amerika), de "Tundra" (Toendra), de "Bergregion" (Bergregio) en de "Polarregion" (poolregio).
Het "Küstenwald" omvat de verblijven van lynxen, wolven, elanden, sneeuwuilen en verschillende kleinere zoogdieren (wasberen, bevers, oerzons, stinkdieren, prairiehonden en rivierotters). De "Tundra" wordt bewoond door een groep rendieren, terwijl de "Bergregion" bestaat uit een tweetal grote verblijven voorzien van een grote waterval voor Europese bruine beren en Kamtsjatkaberen. De "Polarregion" bestaat uit de verblijven van de ijsberen en de Californische zeeleeuwen. Het verblijf van de zeeleeuwen is de grootste in zijn soort in Europa en kan door middel van een glazen tunnel ook onder water bekeken worden door de bezoekers. In dit deel is ook de Alaska Ice Adventure te vinden, een simulator, waarbij het lijkt alsof men in een iglo op een ijsschots zit.

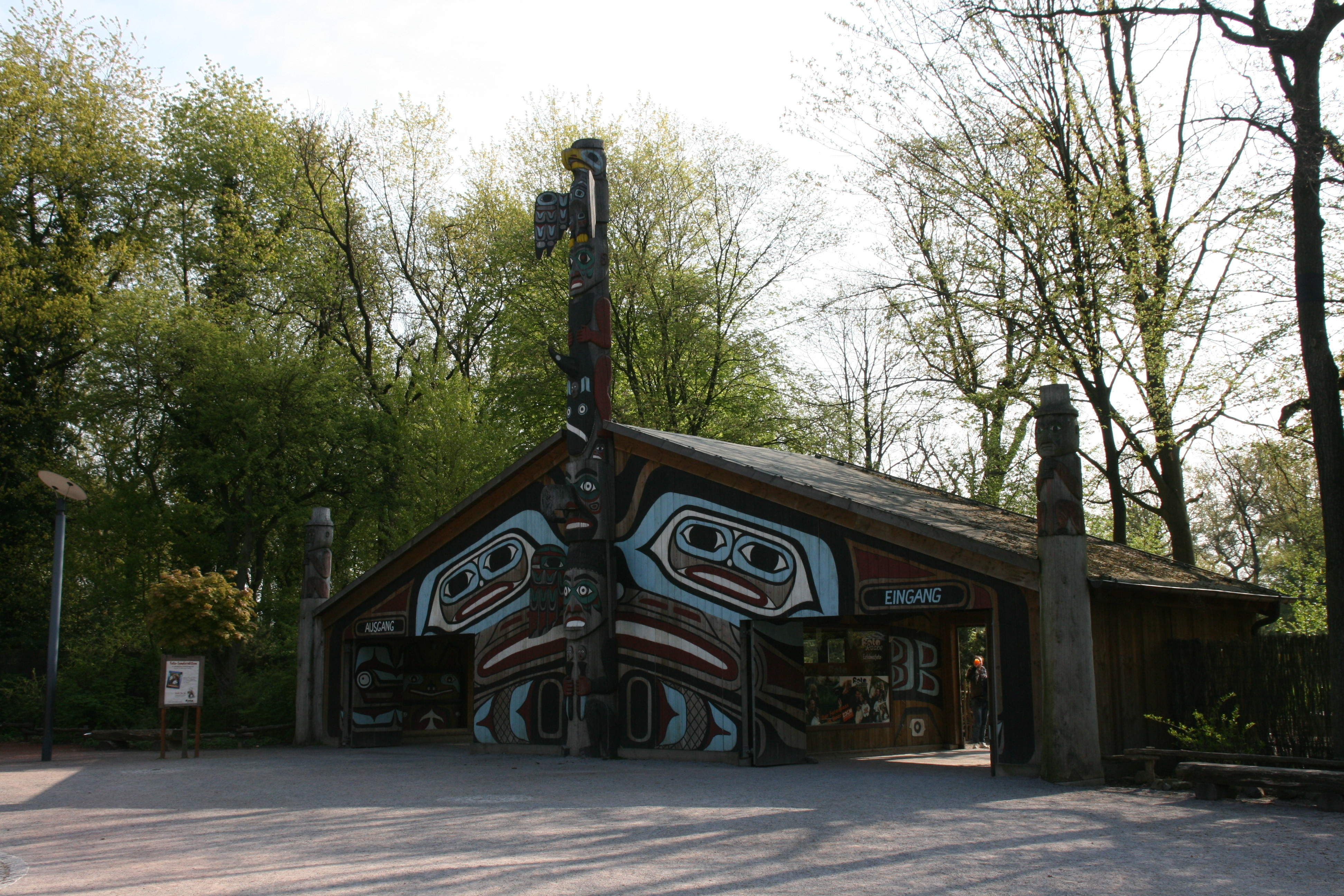
Ingang tot het Alaska-themagebied
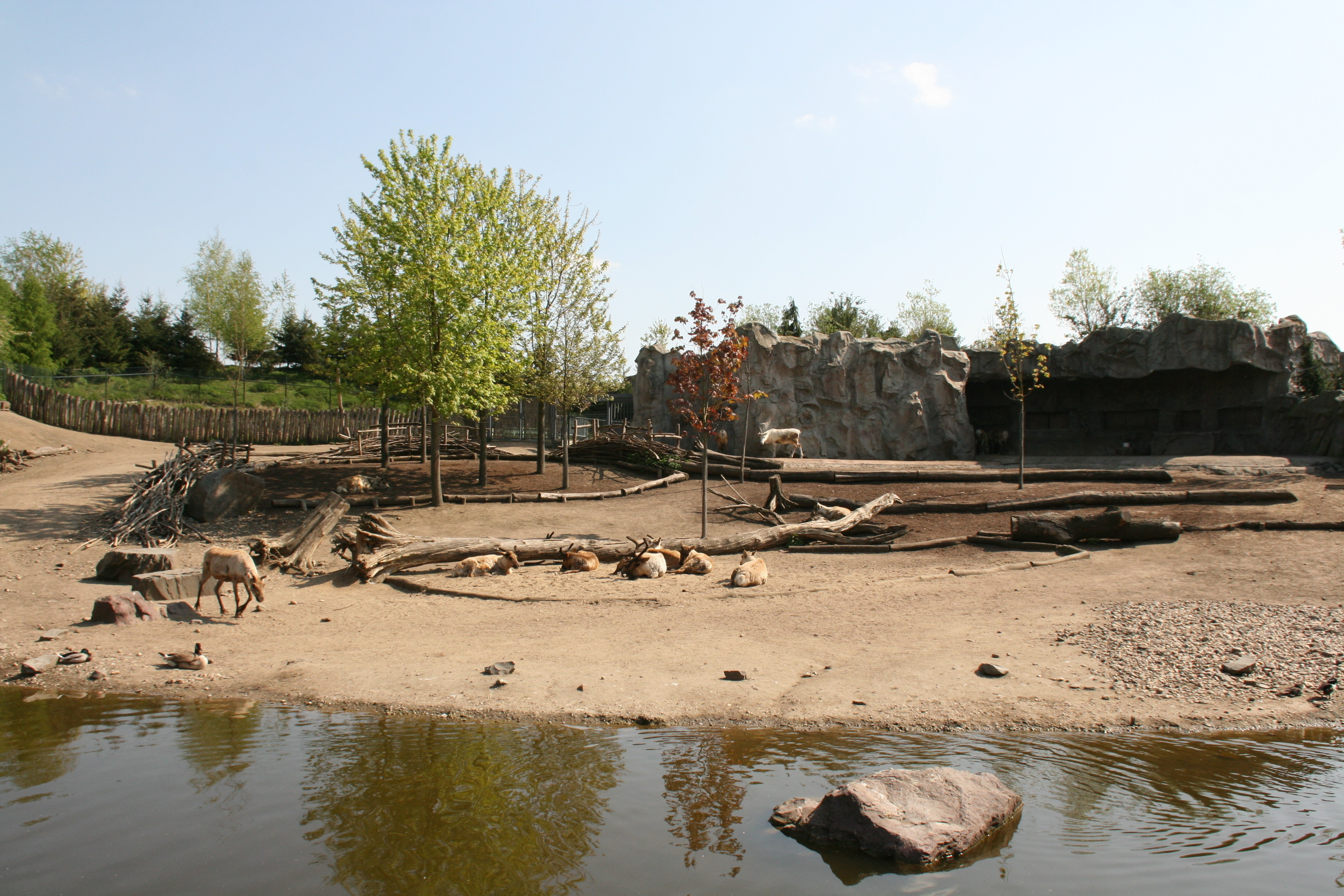
Het rendierverblijf
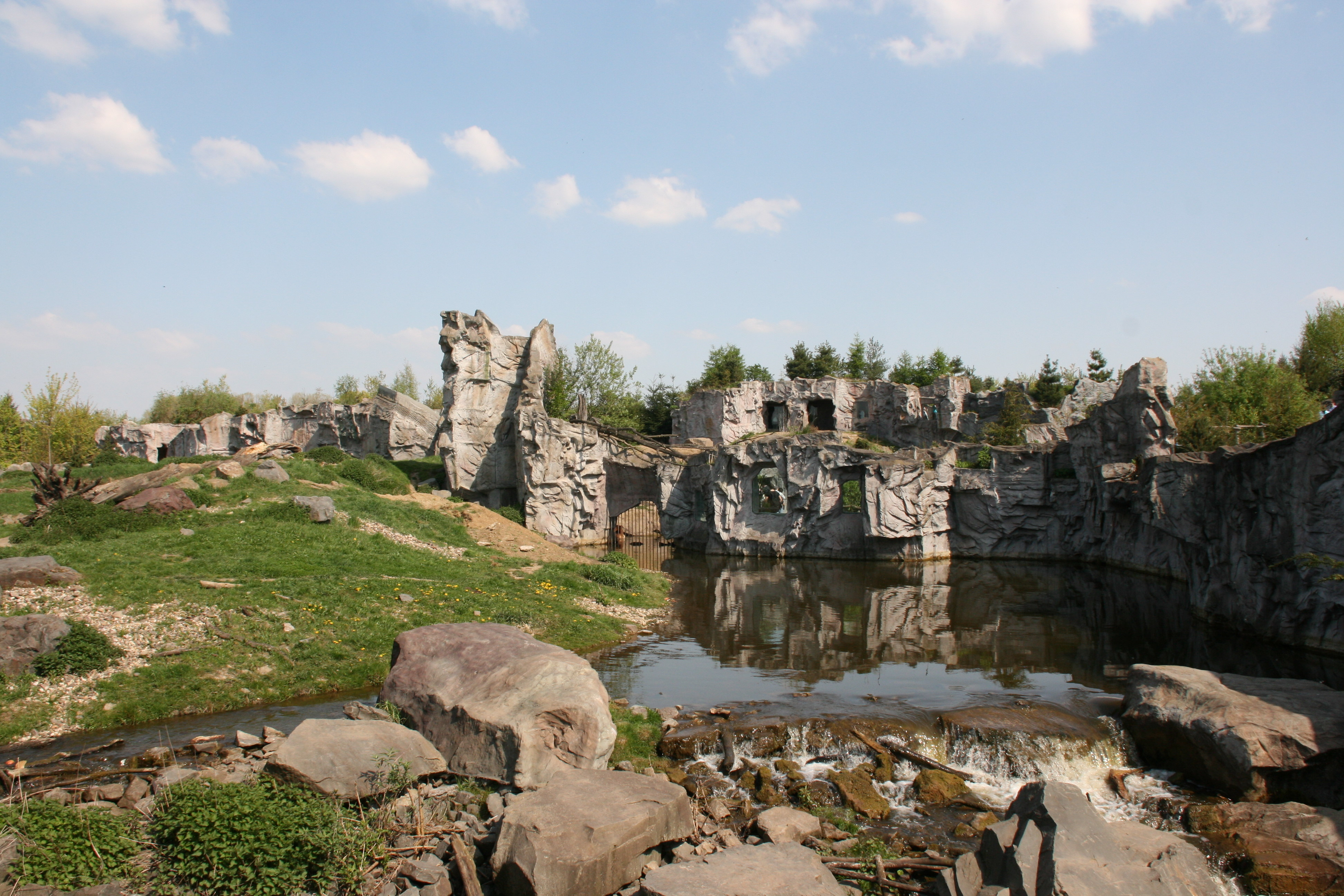
Het berenverblijf
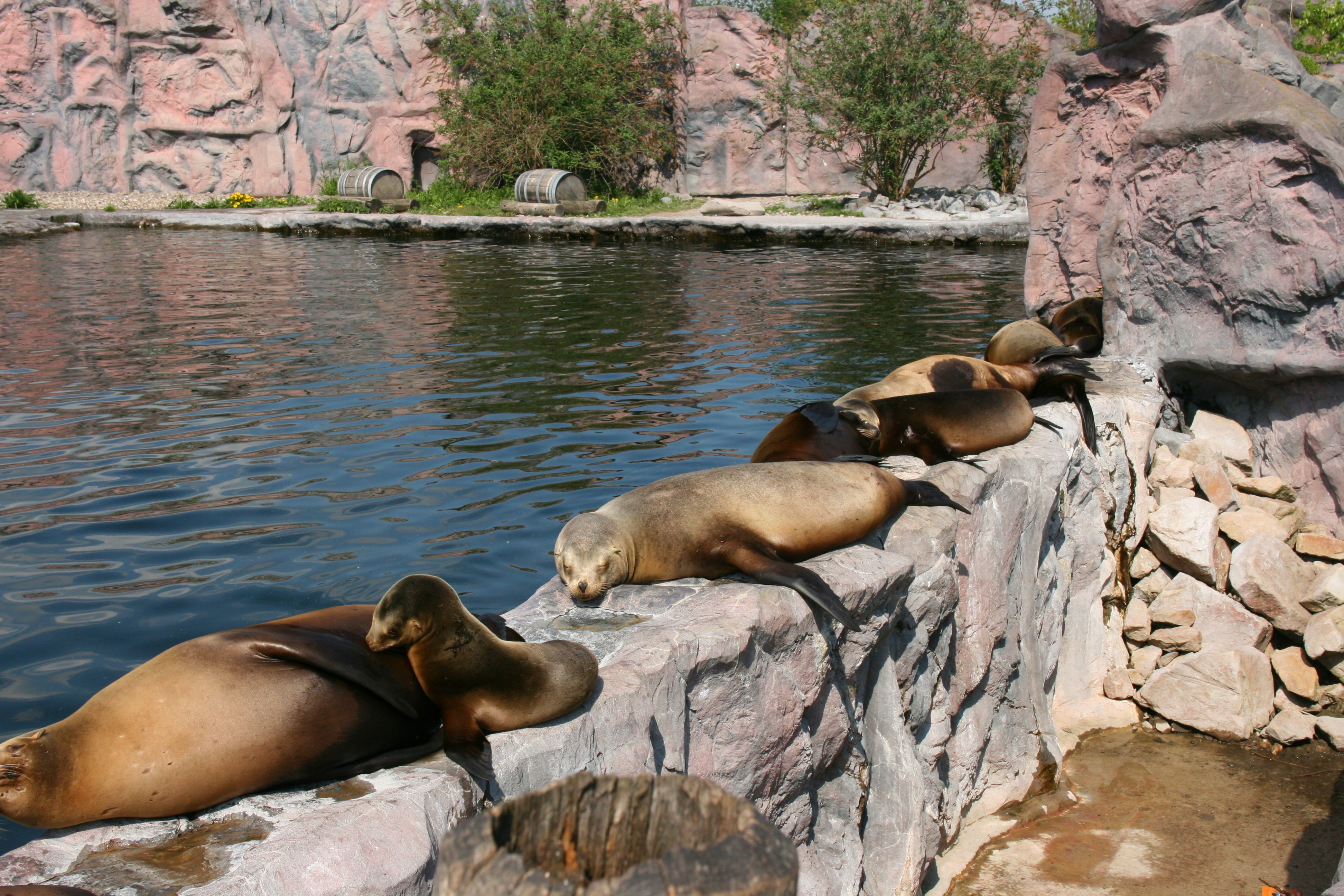
Californische zeeleeuwen
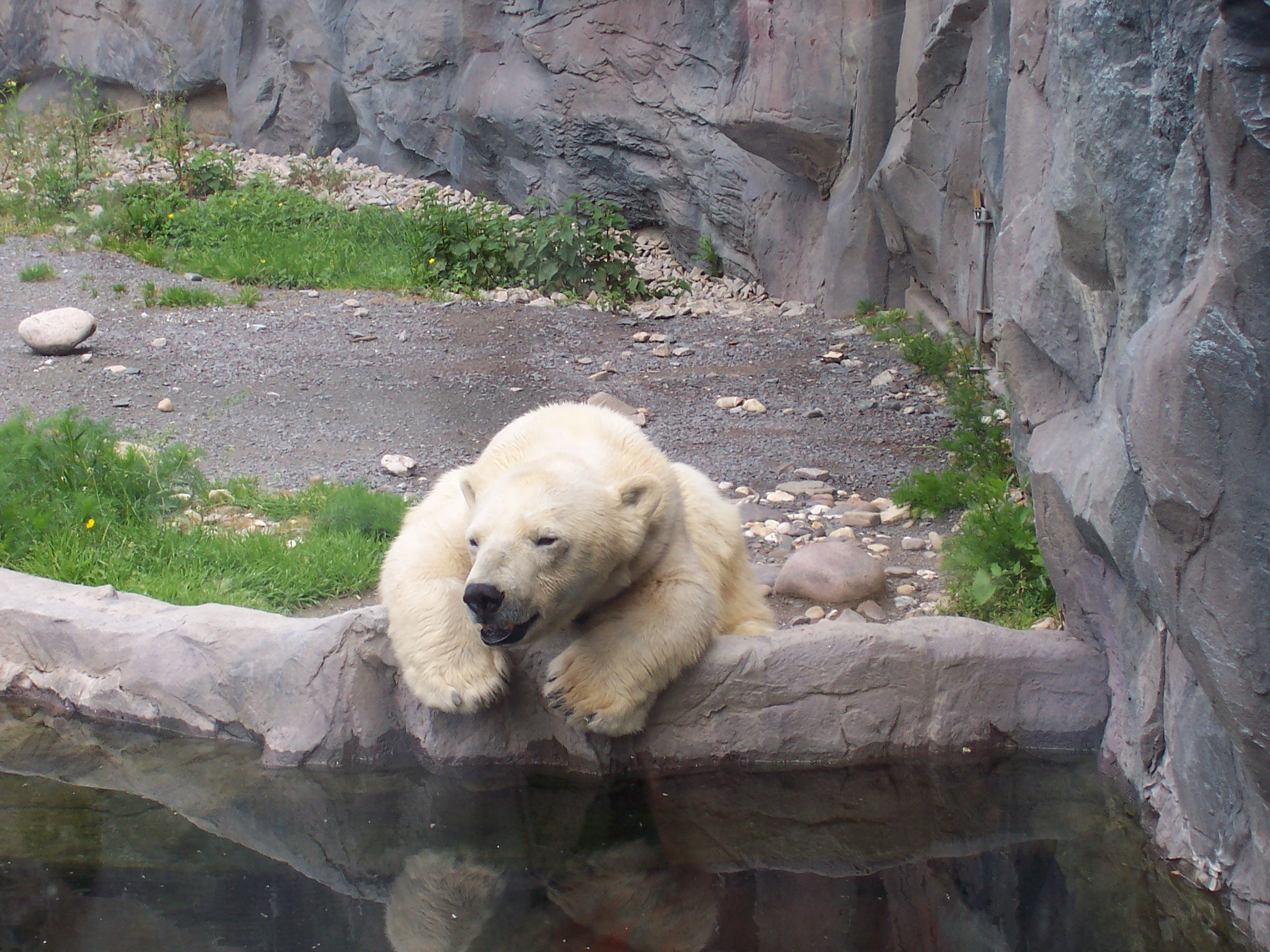
IJsbeer
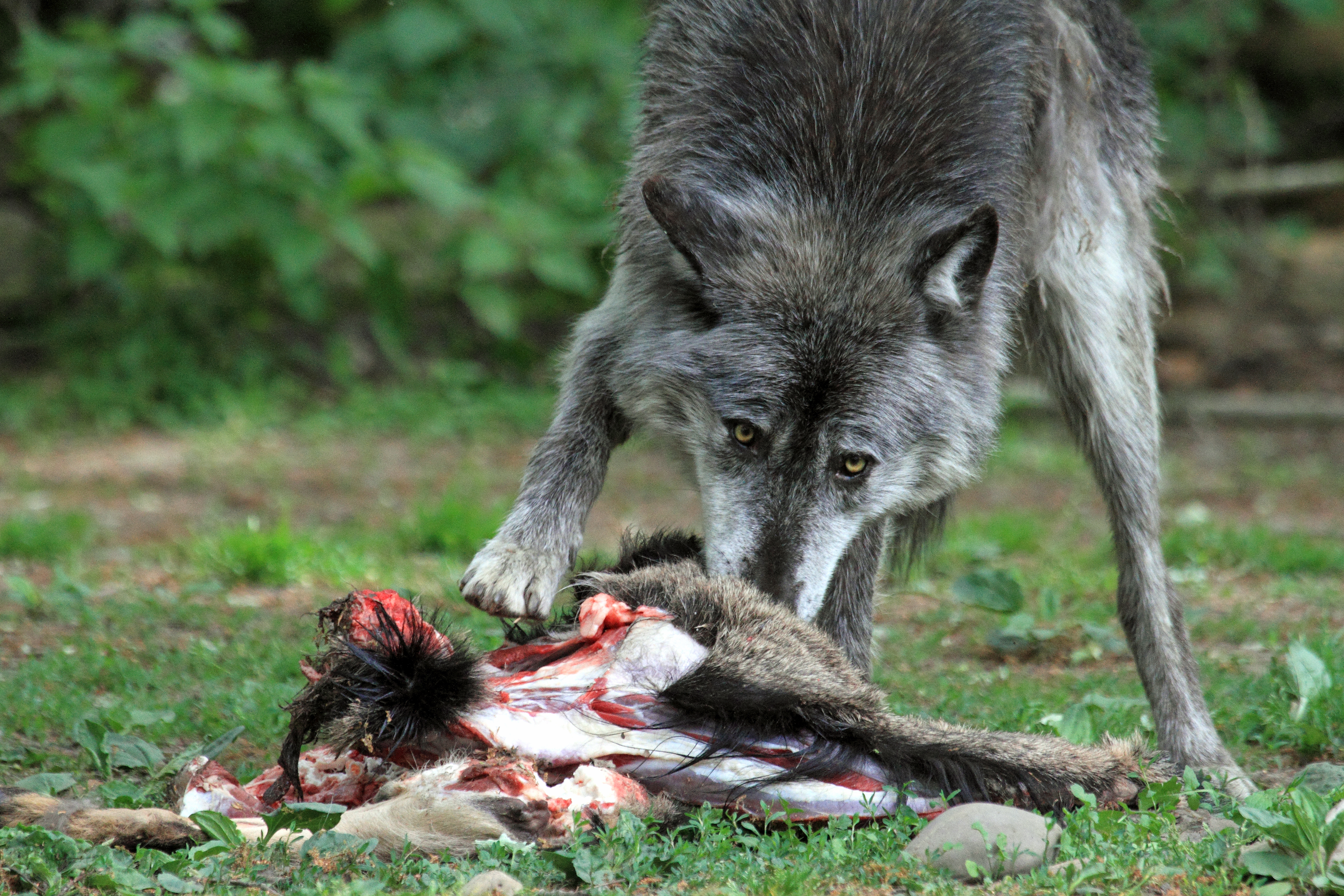
Wolf

### Afrika
Het Afrikaanse themagebied is het grootste gebied van de dierentuin en het begint met een Afrikaans dorp met Watusirunderen en Somalischapen. Daarna volgen de 5 deelgebieden: Grassavanne (Grassavanne), Busch-Baumsavanne" (Bossavanne, Feuchtsavanne" (Moerassavanne), "Küste" (Kust) en "Regenwald" (Regenwoud).
De grassavanne ligt in het midden van het deelgebied en bestaat uit een groot verblijf voor grantzebra's, elandantilopen, springbokken, zwarte paardantilopen, grote koedoes, maraboes, struisvogels en witte neushoorns, die op een afgeschermd deel van de savanne leven. De andere grote vlakte is de bossavanne en dit verblijf is het terrein van de rothschildgiraffen, hoornraven, impala's, blesbokken, nyala's en pelikanen. Omliggende verblijven van dit deelgebied worden bewoond door leeuwen, gevlekte hyena's, dwergmangoesten, stekelvarkens en verschillende vogelsoorten. Door het moerasgebied in het Afrikaanse themagebied kunnen de bezoekers met een boot, de "African Queen", een tow boat ride, varen waarbij verschillende watervogels waaronder flamingo's en een eiland met bavianen te zien zijn. Ook komt deze boot langs het verblijf van de nijlpaarden, sitatoenga's en zadelbekooievaars. Verder is er een verblijf voor stokstaartjes op een eiland in dit deel van het park. In het kustgebied is er een verblijf voor zwartvoetpinguïns. Het regenwoudgebied bestaat uit een groot buitenverblijf voor een groep chimpansees en een tropische kas. In de tropische kas zijn naast de binnenverblijven van de chimpansees en nijlpaarden ook de binnenverblijven van servals en knevelmeerkatten. Verder zijn er verblijven voor slurfspitsmuizen, koningspythons en enkele vrij rondvliegende Afrikaanse vogelsoorten. Aan het einde van het Afrikagebied is er een eiland voor rode vari's, wat ook toegankelijk is voor bezoekers.

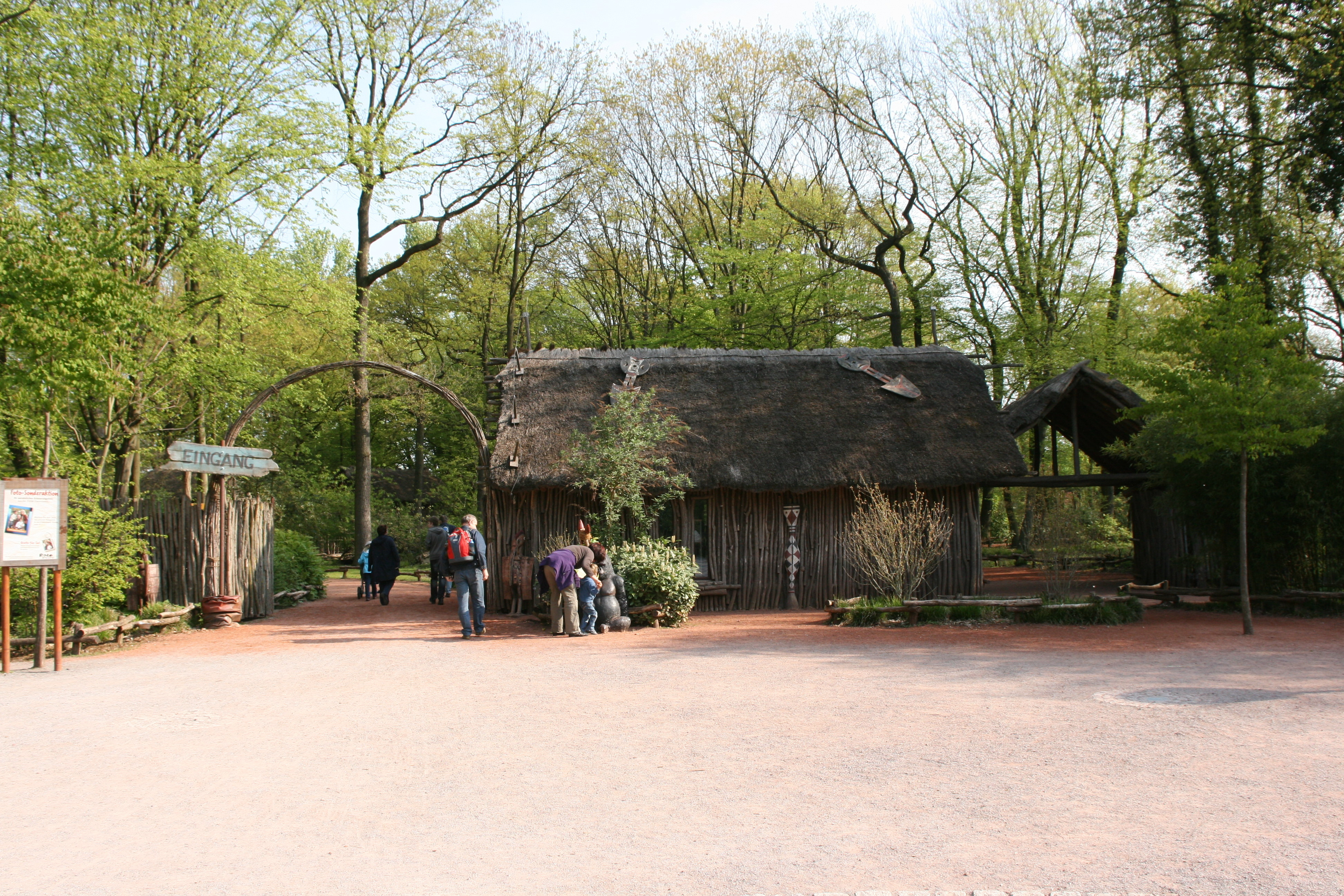
Ingang tot het Afrika-themagebied
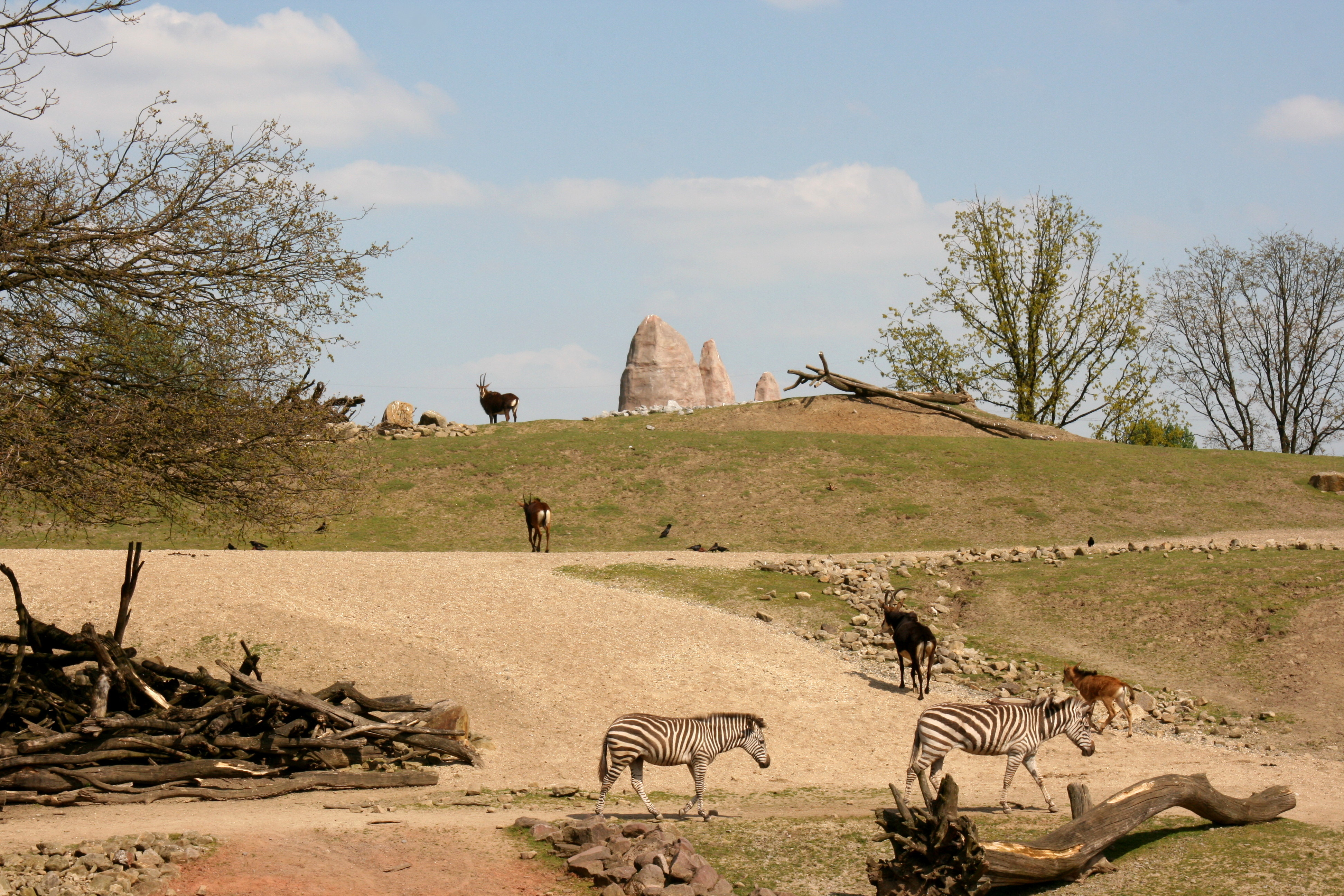
De grassavanne
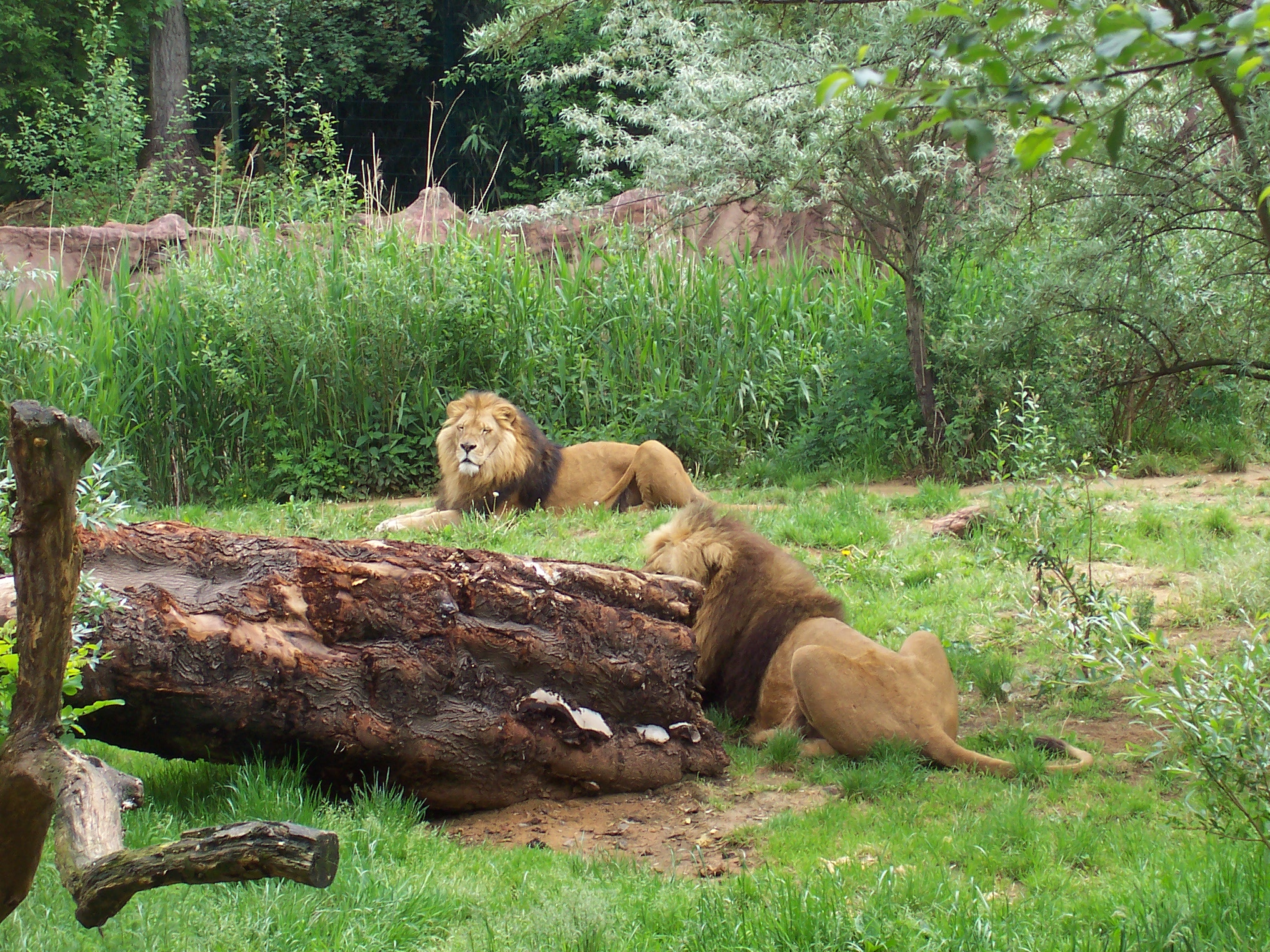
Leeuwen
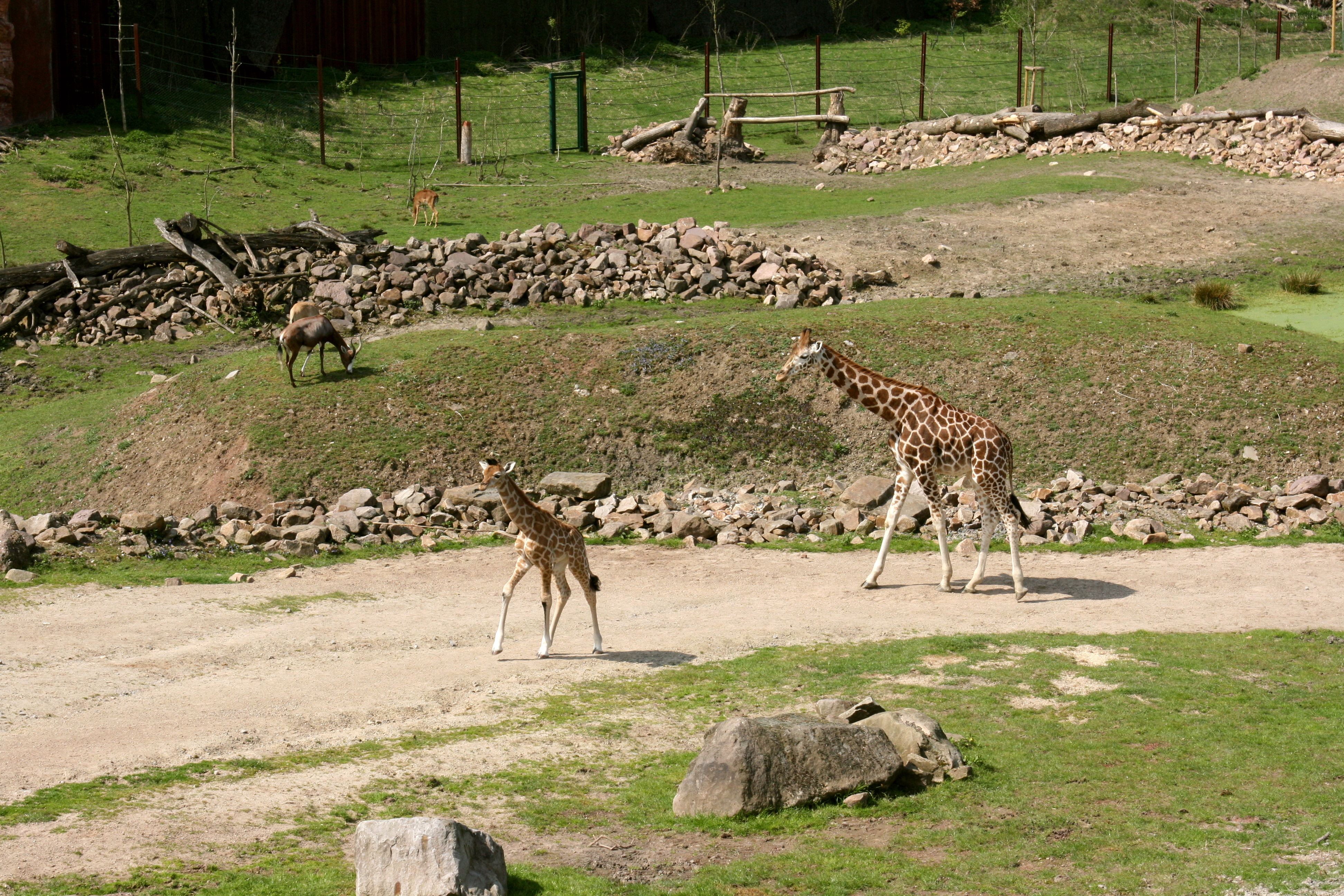
Giraffen op de boomsavanne
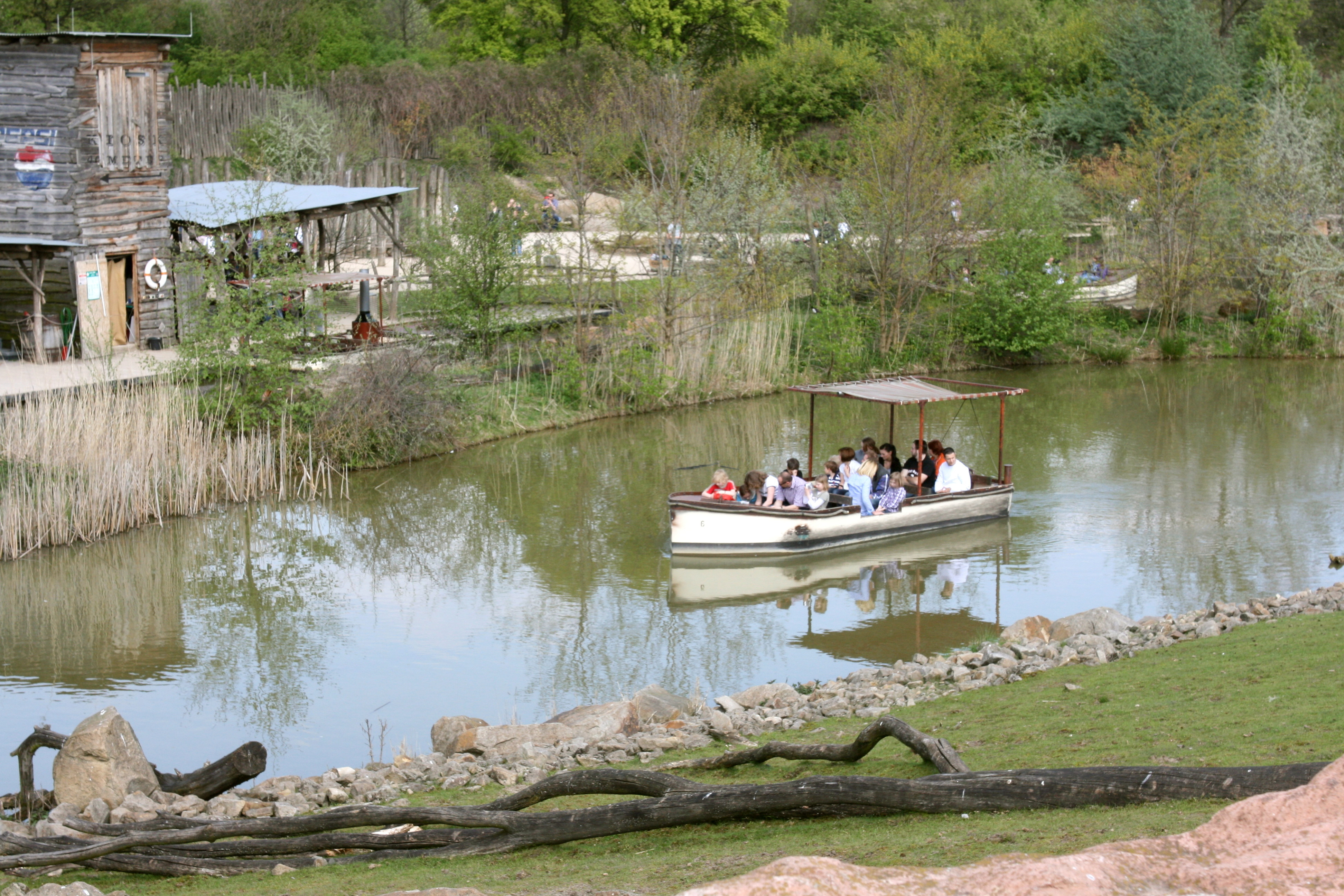
De African Queen tow boat ride
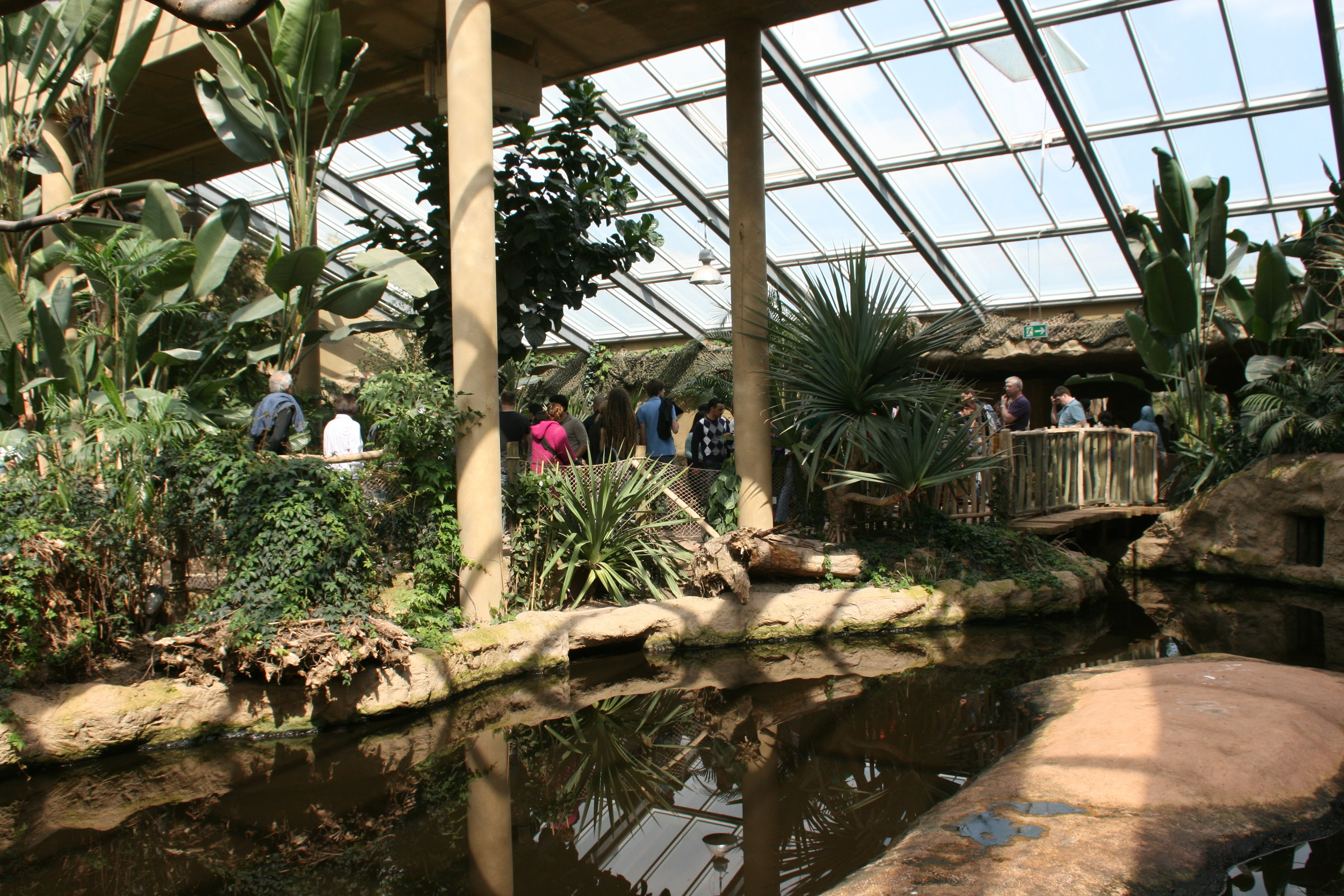
De Afrikaanse tropische kas

### Azië
Het themagebied "Azië" begint met verblijven voor beermarters en Siberische tijgers. Verder zijn er verblijven voor kleine panda's, kamelen en een tempel voor lampongapen te zien. Het hoogtepunt van het themagebied is de grote tropenhal. De opvallendste bewoners van de hal zijn de Sumatraanse orang-oetans en hanumanlangoeren, die ook toegang hebben tot twee eilanden als buitenverblijf. Verder leven er in de hal kleinklauwotters, grijze slanke lori's, groene wateragamen, verschillende soorten schildpadden, kalongs en diverse vrij vliegende vogelsoorten.

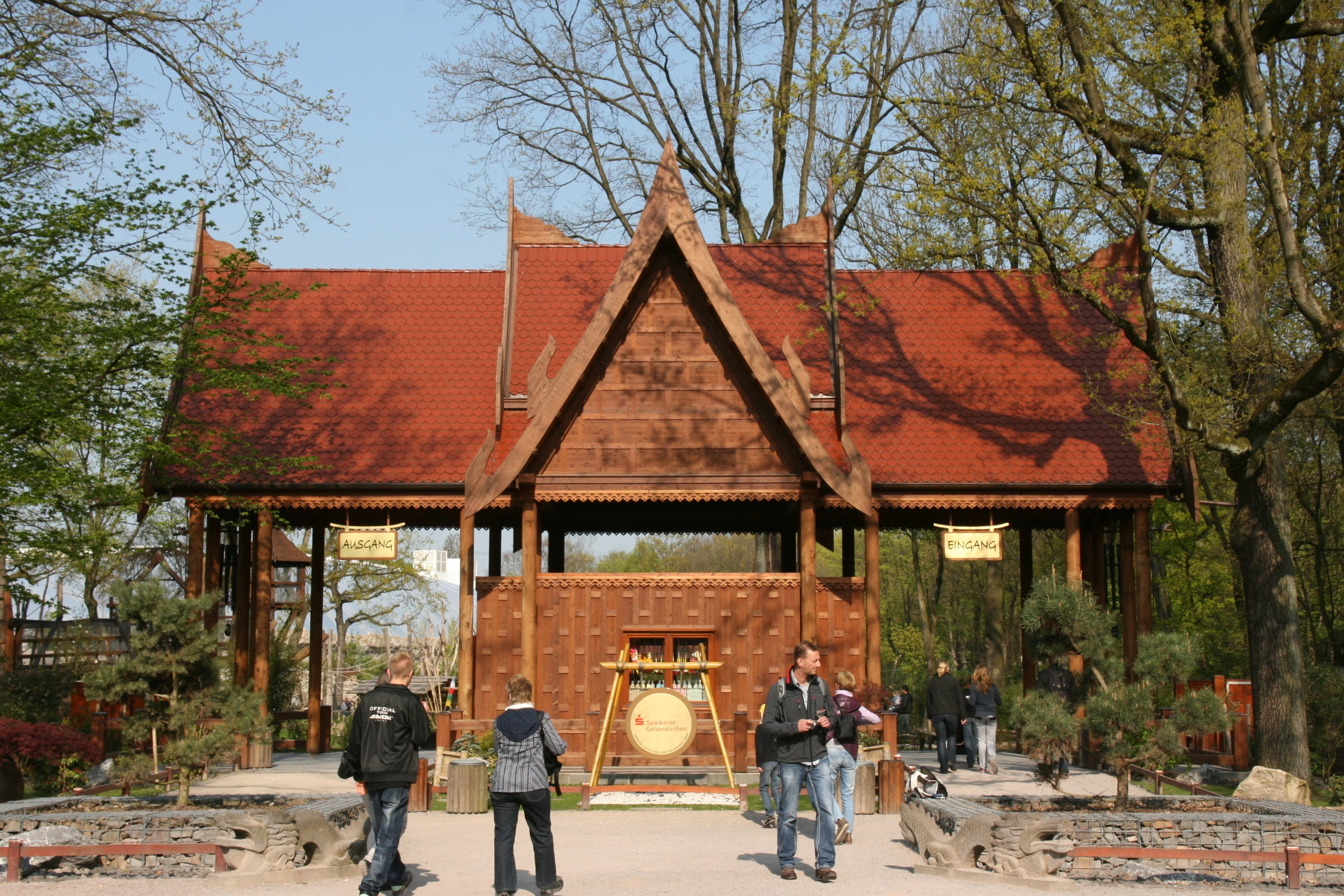
Ingang tot het Azië-themagebied
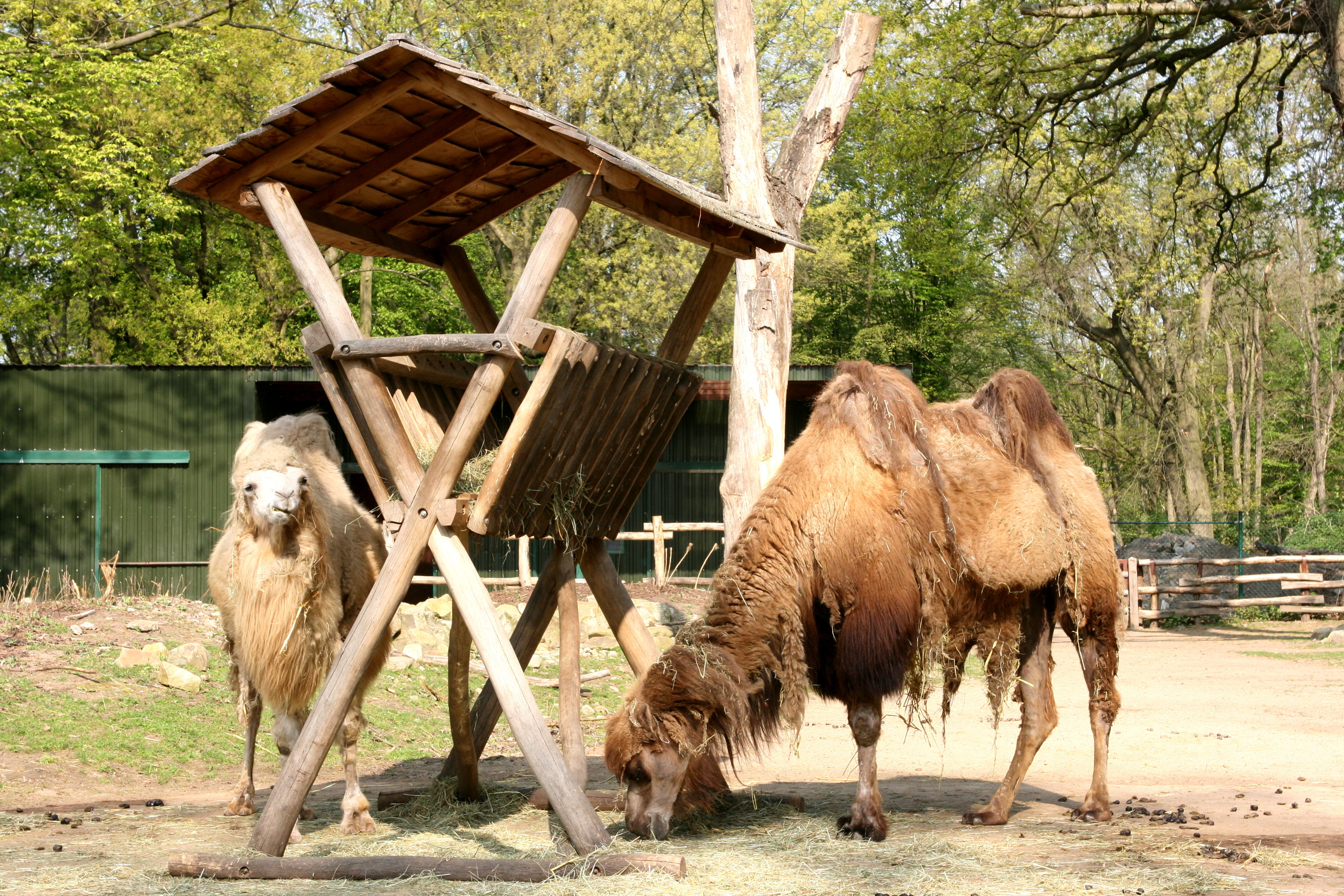
Kamelen
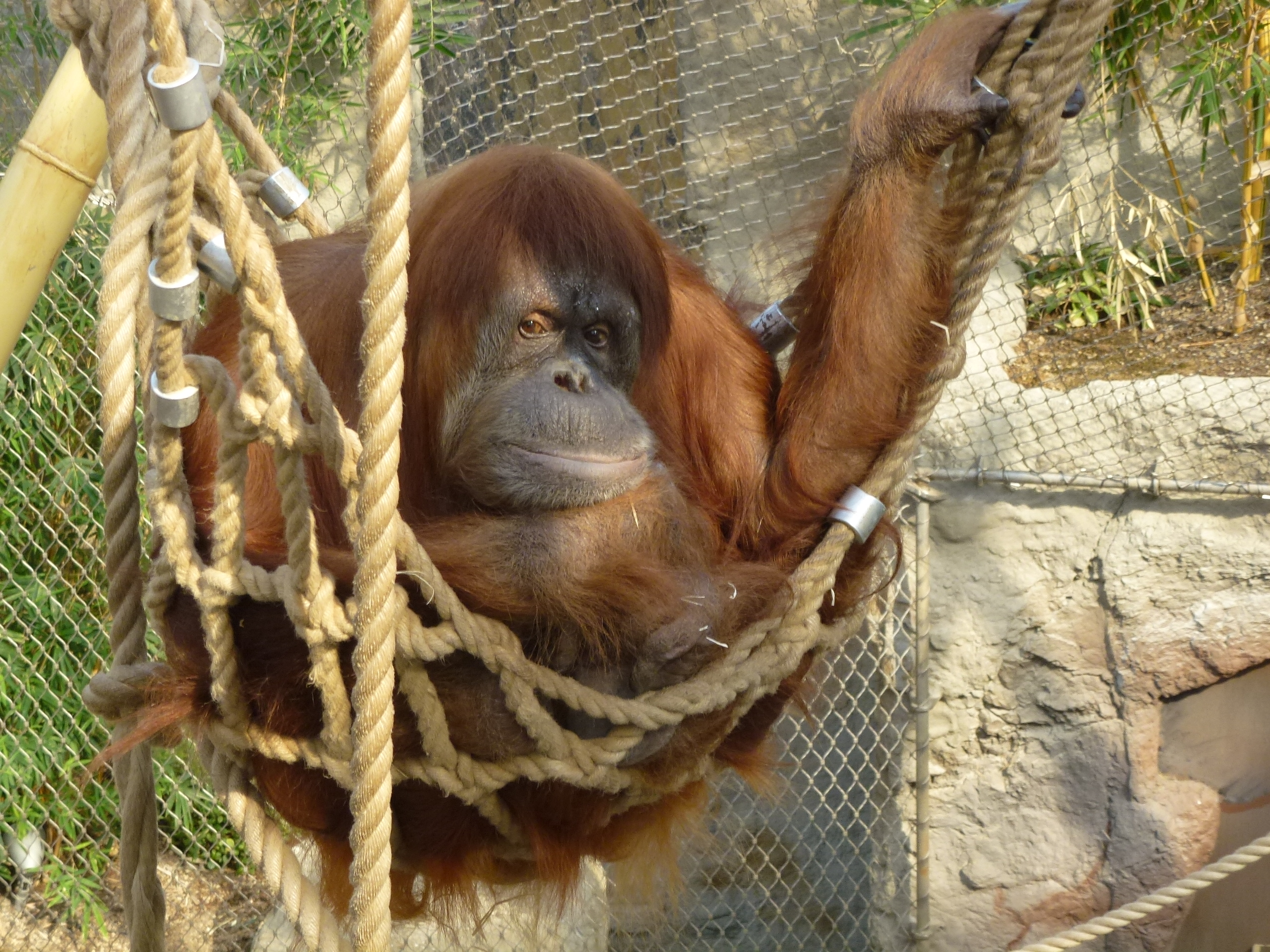
Sumatraanse orang-oetan in de tropenhal

### Grimberger Hof
Het laatste themagebied is de Grimberger Hof, vlak naast de ingang. In dit gebied bevindt zich naast een restaurant en speeltuin ook een boerderij met enkele gedomesticeerde dieren, zoals Husumer varkens, Hinterwalder runderen, dwerggeiten, dwergezels, cavia's en schapen.
Tegenover het Grimberger Hof bevindt zich de souvenirwinkel, met daarachter de Schildpaddentuin, een verblijf voor verschillende soorten schildpadden, waaronder sporenschildpadden.

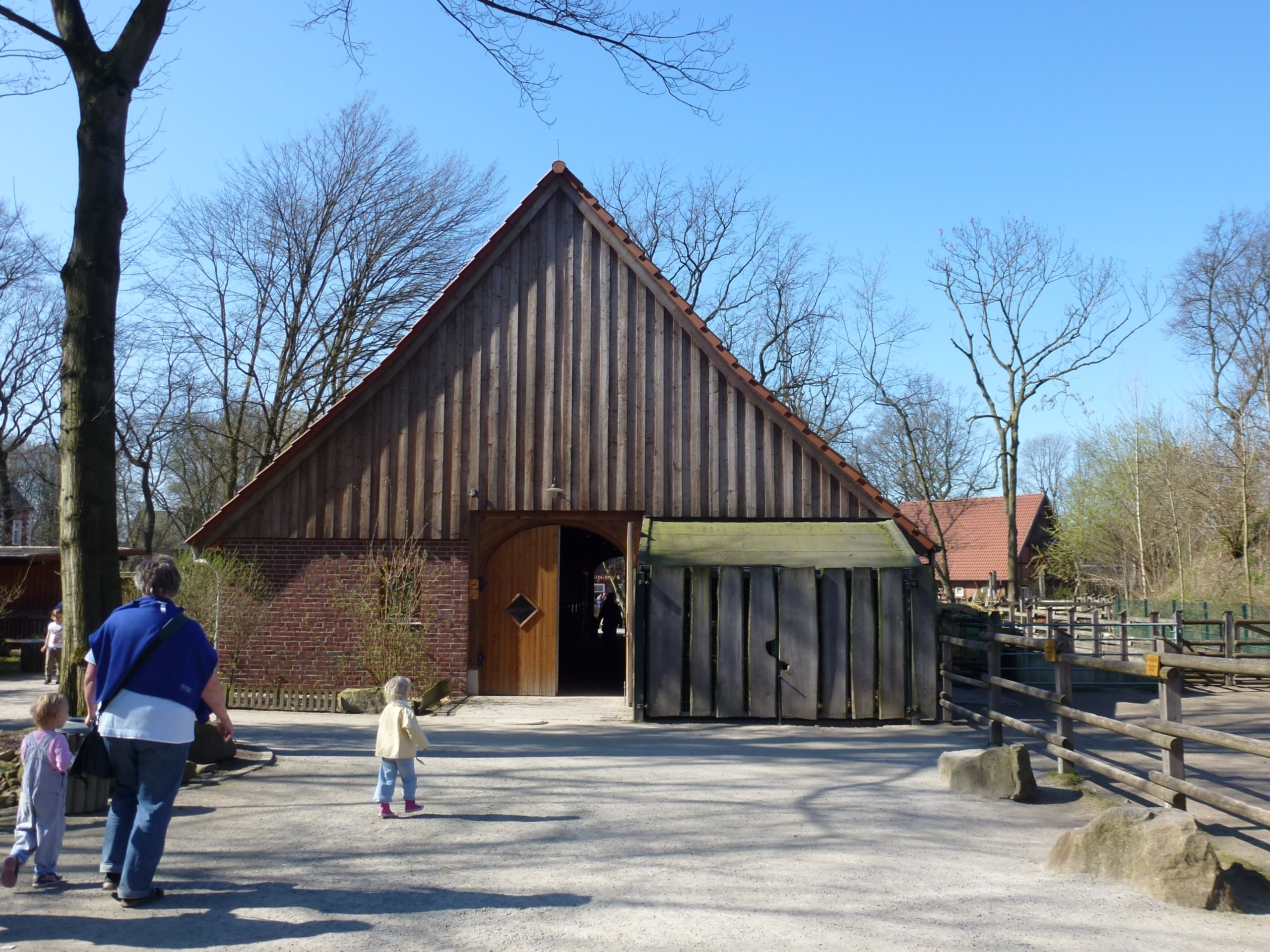
Grimberger Hof
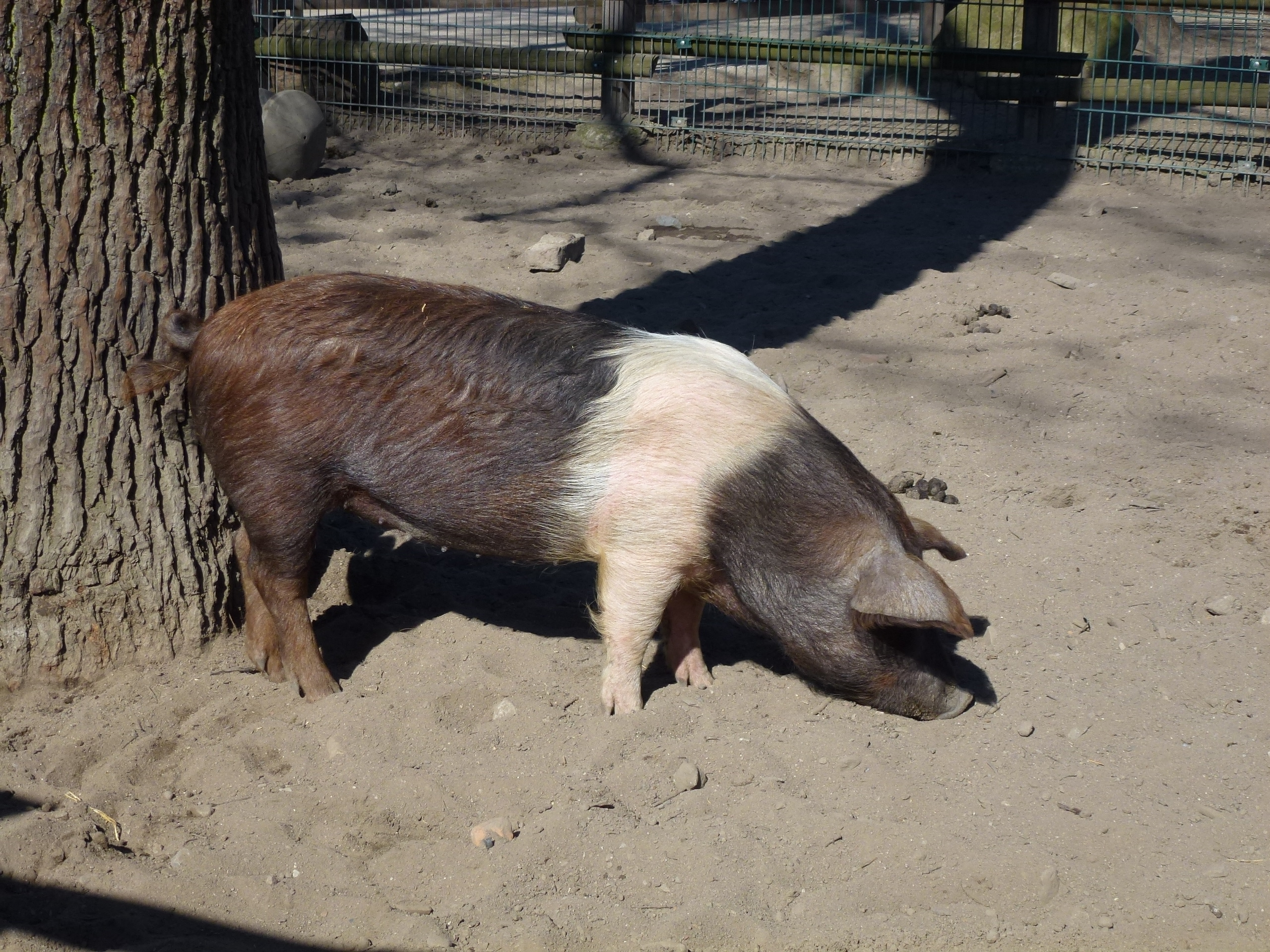
Husumer varken
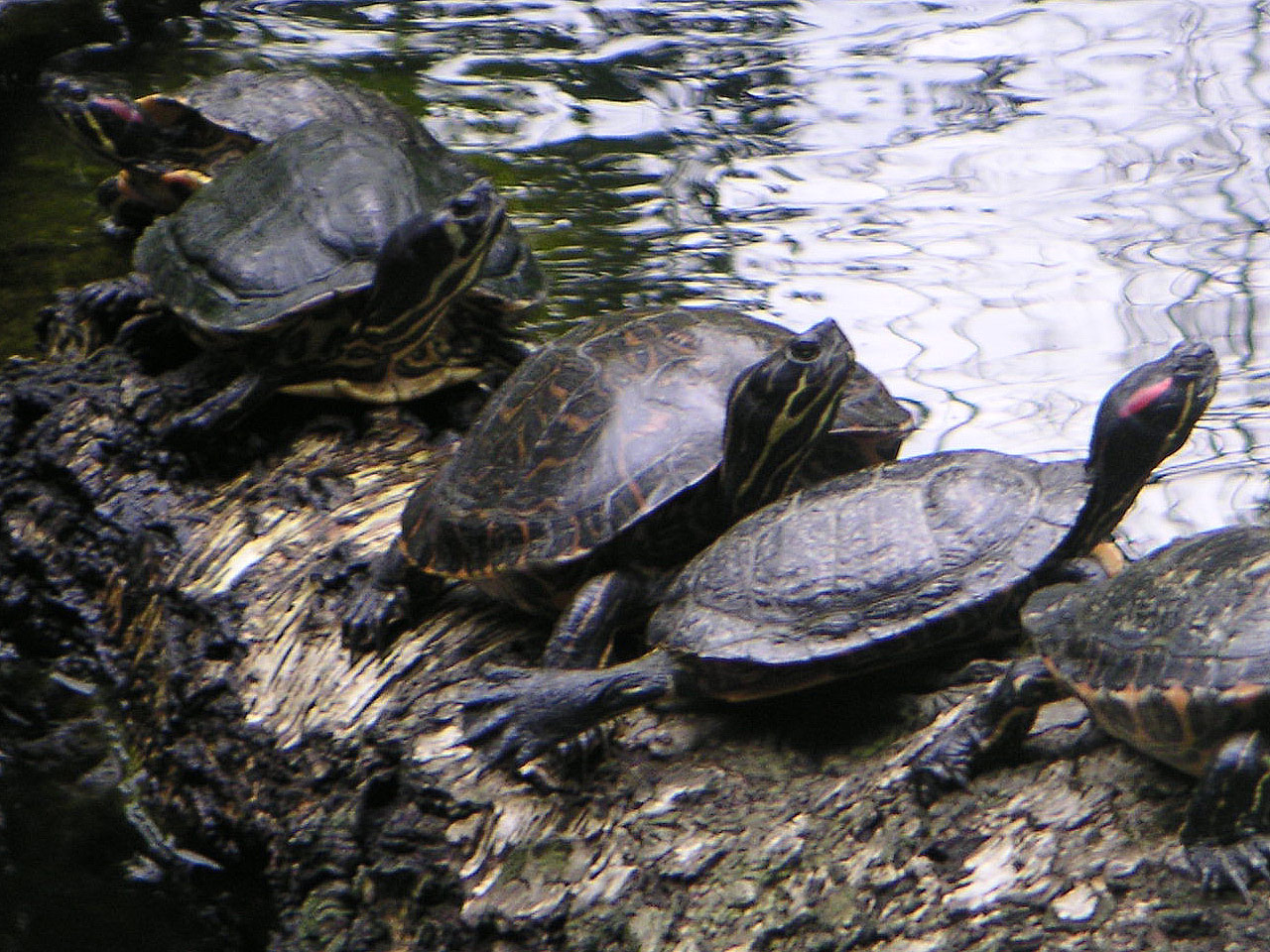
Waterschildpadden bij de schildpaddentuin